# Dověcnosti
Dověcnosti je první album skupiny Čechomor. Skupina ho vydala ještě pod prvním názvem 1. nezávislá českomoravská hudební společnost v roce 1991. Na albu je celkem 18 lidových písní, které skupina vybrala tak, aby nebyly notoricky známé. Album bylo vydáno společností Globus Internacional. Po nahrání alba vystupovala skupina po celé Evropě.
Ukázka celého alba – Nižší kvalita, Vyšší kvalita.

## Obsazení
- Jiří Břenek – housle a zpěv
- František Černý – kytara a zpěv
- Jiří Michálek – harmonika
- Jiří Hodina – housle a zpěv
- Jaroslav "Olin" Nejezchleba – violoncello a zpěv
- Radek Pobořil – trubka, vystupoval jako host

## Seznam stop
1. Nedověcnosti (ukázka)
2. Rodičovská lítost (ukázka)
3. Výmluva (ukázka)
4. Nectěná (ukázka)
5. Dudák (ukázka)
6. Odvod (ukázka)
7. Voják (ukázka)
8. Hosti (ukázka)
9. Tužba (ukázka)
10. Žádba (ukázka)
11. Otčenáš (ukázka)
12. Pití a jídlo (ukázka)
13. Příčina pláče (ukázka)
14. Utopenec (ukázka)
15. Nepolepšený (ukázka)
16. Odpudivá (ukázka)
17. Husy (ukázka)
18. Žádba